# Ingrid Gerhard
Ingrid Gerhard (* 1944 in Liegnitz, heute Legnica, Polen) ist eine deutsche Frauenärztin und Sachbuchautorin zu Alternativmedizin, Naturheilkunde und Umweltmedizin.

## Werdegang
An der Georg-August-Universität Göttingen begann Ingrid Gerhard ihr Medizinstudium, das sie in Freiburg an der Albert-Ludwigs-Universität fortsetzte und abschloss. In Freiburg reichte sie 1968 auch ihre Dissertation zu einem gynäkologischen Thema ein. Zunächst war sie dann Ärztin in verschiedenen Abteilungen eines Krankenhauses, bevor sie an die Frauenklinik der Universität Heidelberg wechselte. 1980 wurde sie dort Fachärztin für Frauenheilkunde; Außerdem trägt sie die Zusatzbezeichnungen Naturheilverfahren und Umweltmedizin und habilitierte sich 1982 für Gynäkologie – damals noch eine Männerdomäne. Die Habilitationsschrift behandelte ein Thema aus der gynäkologischen Endokrinologie.
1985 wurde Gerhard zur Oberärztin ernannt, 1987 zur akademischen Oberrätin und im Jahr 1989 zur außerplanmäßigen Professorin an der Universität Heidelberg. Mit Unterstützung der Karl und Veronica Carstens-Stiftung und der H.W. & J. Hector-Stiftung baute sie eine Ambulanz für Naturheilkunde an der Universitäts-Frauenklinik auf und leitete sie bis zu ihrem Ausscheiden aus der Universität und vorzeitigen Ruhestand 2002. Seitdem konzentriert sie sich auf ihre Tätigleit als Autorin von Sachbüchern zu Frauenheilkunde und Frauengesundheit. Für ihre Bücher arbeitet sie auch mit anderen Autoren zusammen, unter ihnen Annette Kerckhoff und Barbara Rias-Bucher.

## Fachliche Interessengebiete
Zu Beginn ihrer Tätigkeit in der Gynäkologie forschte Gerhard im Bereich Endokrinologie in Labor und Klinik und engagierte sich In der Hormonsprechstunde der Frauenklinik. Aus ihren Erfahrungen mit wiederkehrenden Beschwerden ihrer Patientinnen erwuchs ihr Interesse an Akupunktur, Homöopathie als Ergänzung zur Schulmedizin, mancher derer Methoden sie nur kurzzeitige Wirkung zutraute. Es gelang ihr, mit Hilfe von Stiftungen, eine Ambulanz für Naturheilkunde zu gründen. An ihr arbeitete sie bis zum Ruhestand. 1993 gründete sie in der vorwiegend schulmedizinisch ausgerichteten Gesellschaft für Gynäkologie und Geburtshilfe die Arbeitsgemeinschaft Naturheilkunde, Alternativmedizin und Umweltmedizin.
Ihre populärwissenschaftlichen Bücher thematisieren Fragen aus dem gesamten Spektrum der Frauenheilkunde. Beispiele sind Sexualität, Empfängnisverhütung, unerfüllter Kinderwunsch, Schwangerschaft und Geburt, Stillzeit, Wechseljahre. Sie berichtet dazu über Erfahrungen und gibt Ratschläge aus einem weiten Bereich von Methoden aus der Alternativmedizin. Aus umweltmedizinischer Sicht thematisiert sie Ernährung, Alltagsgifte, Kultur und Lebensstil. Ein wichtiges Interessengebiet ist das Wissen um Heilmethoden bei Patientinnen und Bevölkerung.

## Schriften
Wissenschaftliche Schriften und Lehrbücher für Ärzte und Therapeuten
- Das Zervixkarzinom und seine Vorstadien bei Gravidität. Universität Freiburg, 1968 (Dissertation)
- Endokrine Funktionsdiagnostik bei normaler und bedrohter Frühschwangerschaft. Universität Heidelberg, 1982 (Habilitationsschrift)
- Geburtshilfe integrativ – konventionelle und komplementäre Therapie. Urban & Fischer, München 2005, ISBN 978-3-437-31916-7 (als Herausgeber, mit Axel Feige unter Mitarbeit von Dorothee Struck)
- Gynäkologie integrativ – konventionelle und komplementäre Therapie. Urban & Fischer, München 2005, ISBN 978-3-437-31917-4 (als Herausgeber, mit Marion Kiechle)

Populärwissenschaftliche Bücher und Ratgeber
- Kinderwunsch – natürliche Wege zum Baby. Gräfe und Unzer, München 1998, ISBN 978-3-7742-3732-2 (mit Christine Wolfrum; chinesische Übersetzung 2003)
- Komplementärmedizin in der Frauenheilkunde. Logos Verlag, Berlin 2002, ISBN 978-3-89722-952-5
- Das Frauen-Gesundheitsbuch – wo Naturheilverfahren wirken, wann Schulmedizin nötig ist . Haug, Stuttgart 2009, ISBN 978-3-8304-2261-7 (unter Mitarbeit von Irís Hammelmann; weitere Auflagen 2014 und 2021)
- Was tun bei Endometriose – Homöopathie und Komplementärmedizin. KVC-Verlag, Essen 2011, ISBN 978-3-86864-013-7 (mit Annette Kerckhoff; weitere Auflagen 2017, 2020 und 2023)
- Die neue Pflanzenheilkunde für Frauen. Zabert Sandmann, München 2011, ISBN 978-3-89883-302-8 (mit Natascha von Ganski)
- Richtig ernähren in Schwangerschaft und Stillzeit – Tipps für eine vielseitige, vollwertige Ernährung. Mankau, Murnau 2016, ISBN 978-3-86374-308-6 (mit Barbara Rias-Bucher; mit Rezepten für Schwangere und für Säuglinge)
- Myome selbst heilen. Richtig ernähren – die natürliche Alternative zu Pillen und OP. Mankau, Murnau 2018, ISBN 978-3-86374-458-8 (mit Barbara Rias-Bucher; 2. Auflage 2020; polnisch 2022)
- Wechseljahresbeschwerden. KVC-Verlag, Essen 2019, ISBN 978-3-945150-91-7 (mit Annette Kerckhoff)

## Mitgliedschaften und Auszeichnungen
- Deutsche Gesellschaft für Gynäkologie und Geburtshilfe, DGGG
- Naturheilkunde, Akupunktur, Komplementärmedizin und Umweltmedizin in der Frauenheilkunde, NATUM e. V. in der Deutschen Gesellschaft für Gynäkologie und Geburtshilfe (Gründerin[2], Ehrenvorsitzende[5])
- Ganimed e. V. Ganzheit in der Medizin – Förderkreis zur Lehre und Forschung[6]
- Interdisziplinäre Gesellschaft für Umweltmedizin, IGUMed, Gründungsmitglied[2]

- 1991: Köhnlechner Preis der Manfred-Köhnlechner-Stiftung zur Förderung biologisch-naturheilkundlicher Verfahren, dotiert mit 100.000 DM
- 1993: Continentale Förderpreis für Naturheilkunde der Continentale Krankenversicherung, dotiert mit 50.000 DM
- 1995: Bundesverdienstkreuz 1. Klasse[2][4]